# Wympel R-23
Die Wympel R-23 (DIA-Code: AA-7, NATO-Codename: Apex) ist eine sowjetische Luft-Luft-Lenkwaffe für mittlere Kampfentfernungen. Diese Rakete gilt als Primärbewaffnung für die MiG-23 in der Hauptverwendung als Jagdflugzeug.

## Entwicklung
Mitte der 1960er-Jahre begann die Entwicklung einer neuen Luft-Luft-Rakete für die ebenfalls in der Entwicklung befindliche MiG-23 im OKB-134 Wympel (russisch Вымпел). Die unter der Bezeichnung K-23 entwickelte Rakete sollte ursprünglich einen Dual-Mode-Suchkopf bekommen, der sowohl Infrarot- als auch halbaktive Radarsteuerung besitzen sollte. Dies erwies sich aber als nicht praktikabel, und so wurden zwei Varianten derselben Lenkwaffe entwickelt; eine mit Infrarot- und eine mit Radarsuchkopf (isdelije 340 und 360), die später als R-23T bzw. R-23R bekannt wurden. Im Jahre 1967 fanden erste Teststarts statt, wobei sich der halbaktive Sucher der R-23R als sehr problematisch erwies.
1968 bekam die Sowjetunion Zugriff auf eine AIM-7 Sparrow und Wympel baute diese unter der Bezeichnung K-25 nach, um die Leistungsdaten beider Lenkwaffen vergleichen zu können. Aus diesem Vergleich ging die K-23 wegen ihrer größeren Reichweite und ihrer höheren Widerstandsfähigkeit gegenüber Abwehrmaßnahmen als Sieger hervor. 1971 wurde das Projekt K-25 eingestellt. 
Die R-23 wurde ab Januar 1974 in Dienst gestellt. Beide Versionen unterschieden sich nur durch den Suchkopf und wurden im Westen als AA-7A und AA-7B bezeichnet. Äußerlich sind die IR-Version an der abgerundeten bzw. die Radar-Version an der kegelförmigen und längeren Nase zu erkennen. Eine Trainingsrakete ohne Gefechtskopf wurde R-23UT genannt.
Die R-23 besitzt vier Deltaflügel, die etwas hinter dem Mittelpunkt des Rakentenkörpers angebracht sind, vier kleinere Steuerflächen am Heck und kleine dreieckige Steuerflächen an der Nase. Alle diese Flächen sind hintereinander angebracht, so dass die R-23 in der Frontansicht kreuzförmig aussieht. 
Die R-23R hat eine effektive Reichweite von etwa 14 km, wenn sie in geringer Höhe abgefeuert wird bzw. 25 km in großen Höhen. Die infrarotgesteuerte R-23T ist durch die Reichweite des Suchkopfes auf etwa 11 km beschränkt, was ihr durch die Verwendung desselben Antriebes mehr Manöverreserven verleiht. Die R-23 kann bis zu einem Lastvielfachen von 4g gegen Ziele eingesetzt werden, die mit bis zu 5g manövrieren. Die Minimalreichweite der R-23T beträgt 1.300 m und 2 km für die R-23R.

## Versionen
- R-23T – infrarotgelenkt
- R-23R – radargesteuert (halbaktiv)
- R-23UT – Schulrakete (UT – Utschebno-Trenirowotschnaja, Schul-Trainings)

### Lizenzversion
- A-911 (Rumänien)

### R-24
Ab 1975 wurde für die MiG-23ML/MLD mit der R-24 eine leistungsgesteigerte Variante der R-23 entwickelt. Beide Versionen hatten ein größeres Triebwerk, einen verbesserten Gefechtskopf und eine stark verkürzte minimale Einsatzentfernung von 500 m. Die Reichweite konnte auf bis zu 50 km, die Gipfelhöhe auf bis zu 25.000 m gesteigert werden, zusätzlich verfügte sie über die „lock-on after launch“-(„Aufschaltung nach dem Start“)-Fähigkeit. Der Sucher der R-24T wurde verbessert und hatte nun eine größere Auflösung. Beide Varianten konnten jetzt gegen mit 7g manövrierende Ziele eingesetzt werden. Die Werksbezeichnungen lauteten isdelije 140 bzw. 160, im Westen wurden sie AA-7C und AA-7D genannt.
Die R-24 blieb mindestens bis zum Ende der Dienstzeit der letzten russischen MiG-23 1997 im Bestand der WWS.

## Bilder

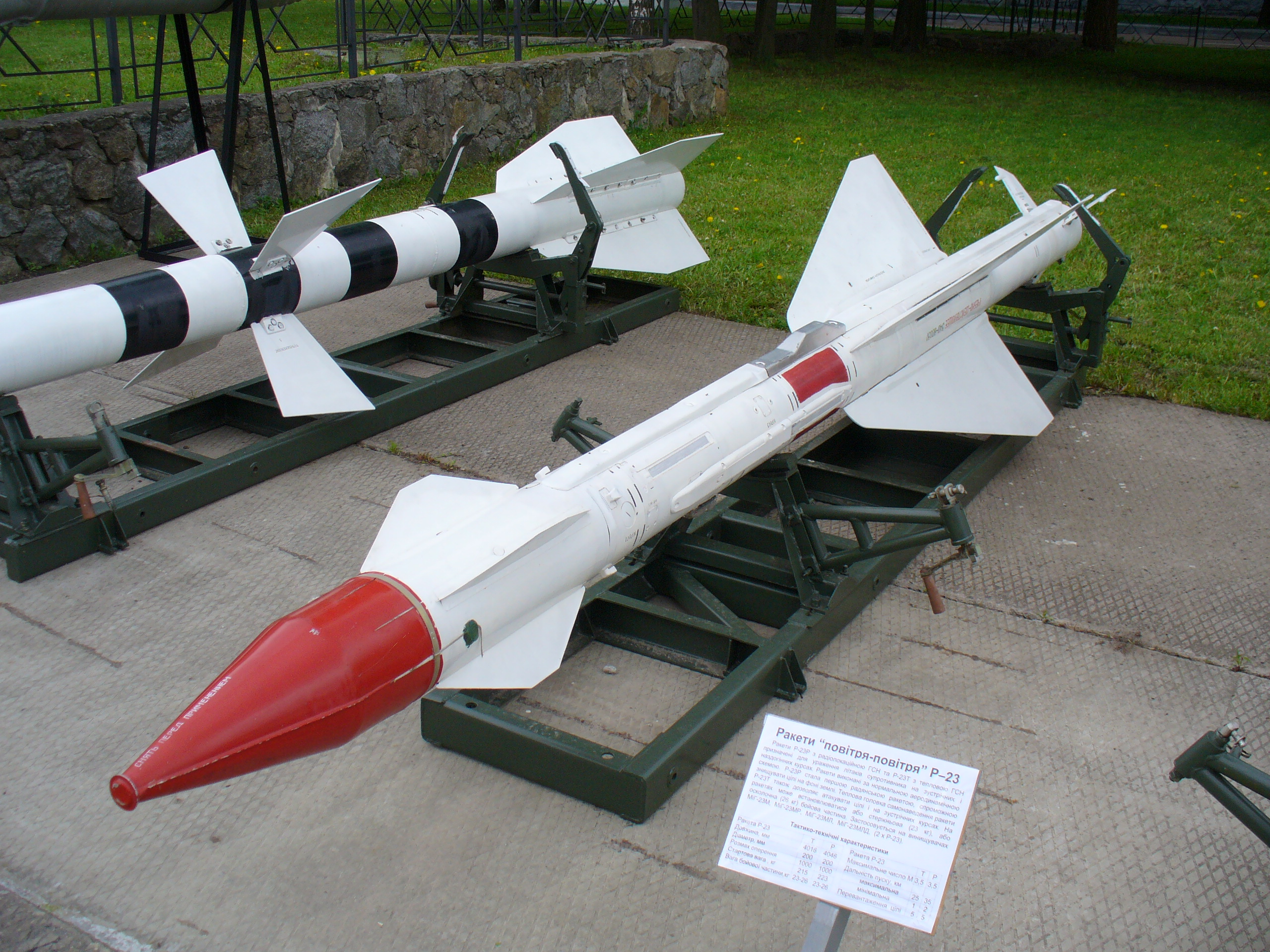
R-23R
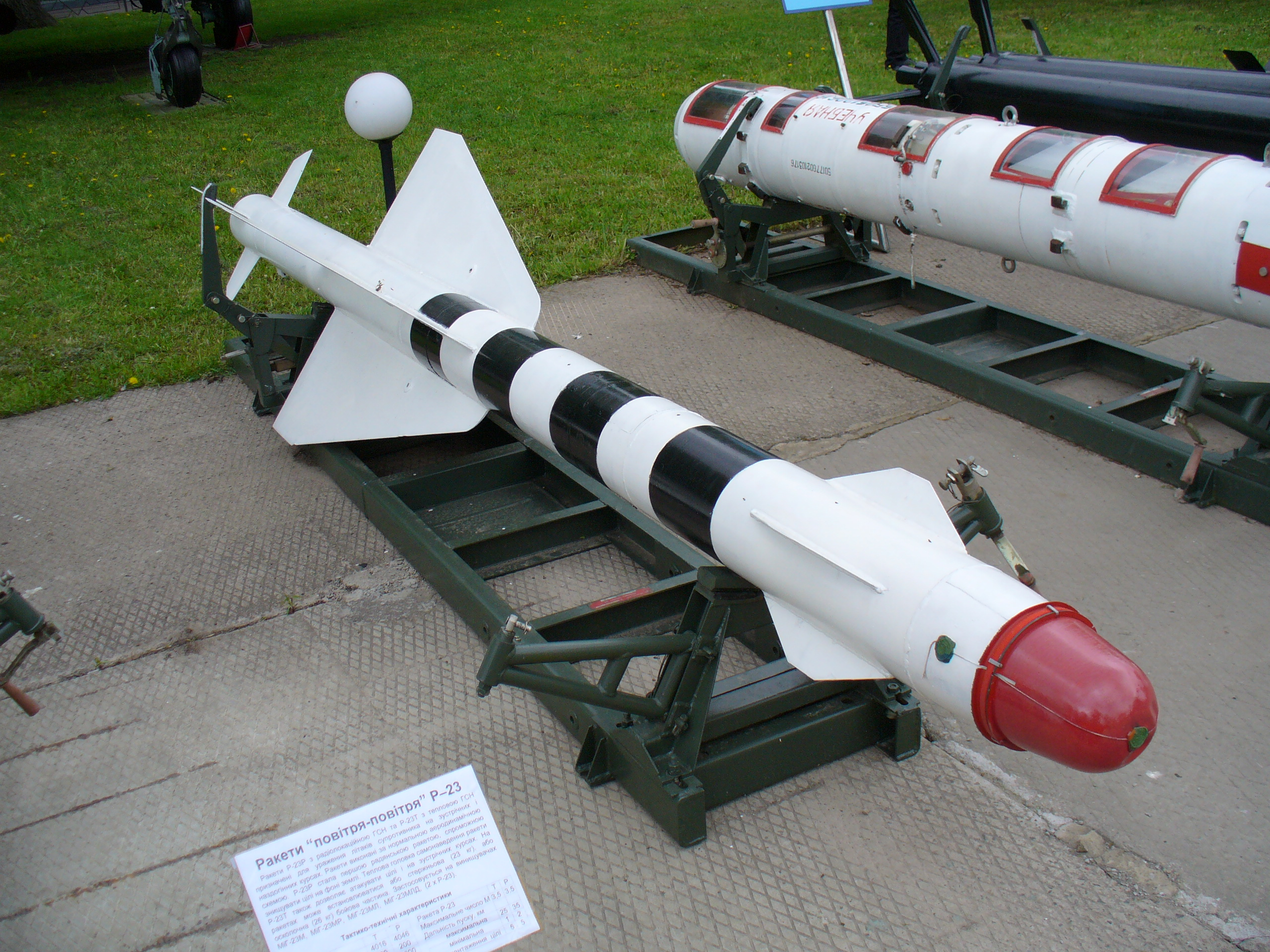
R-23T
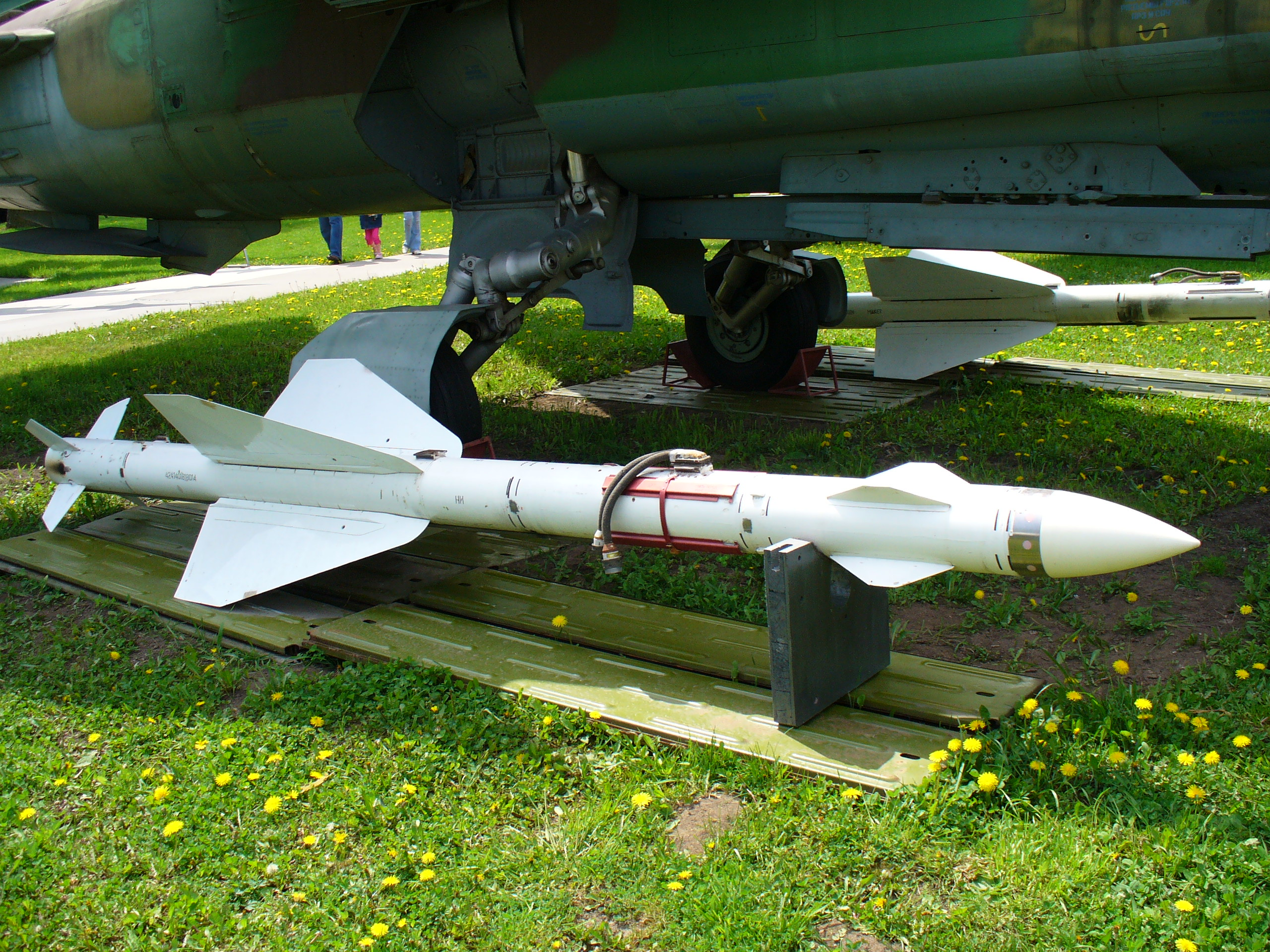
R-24R
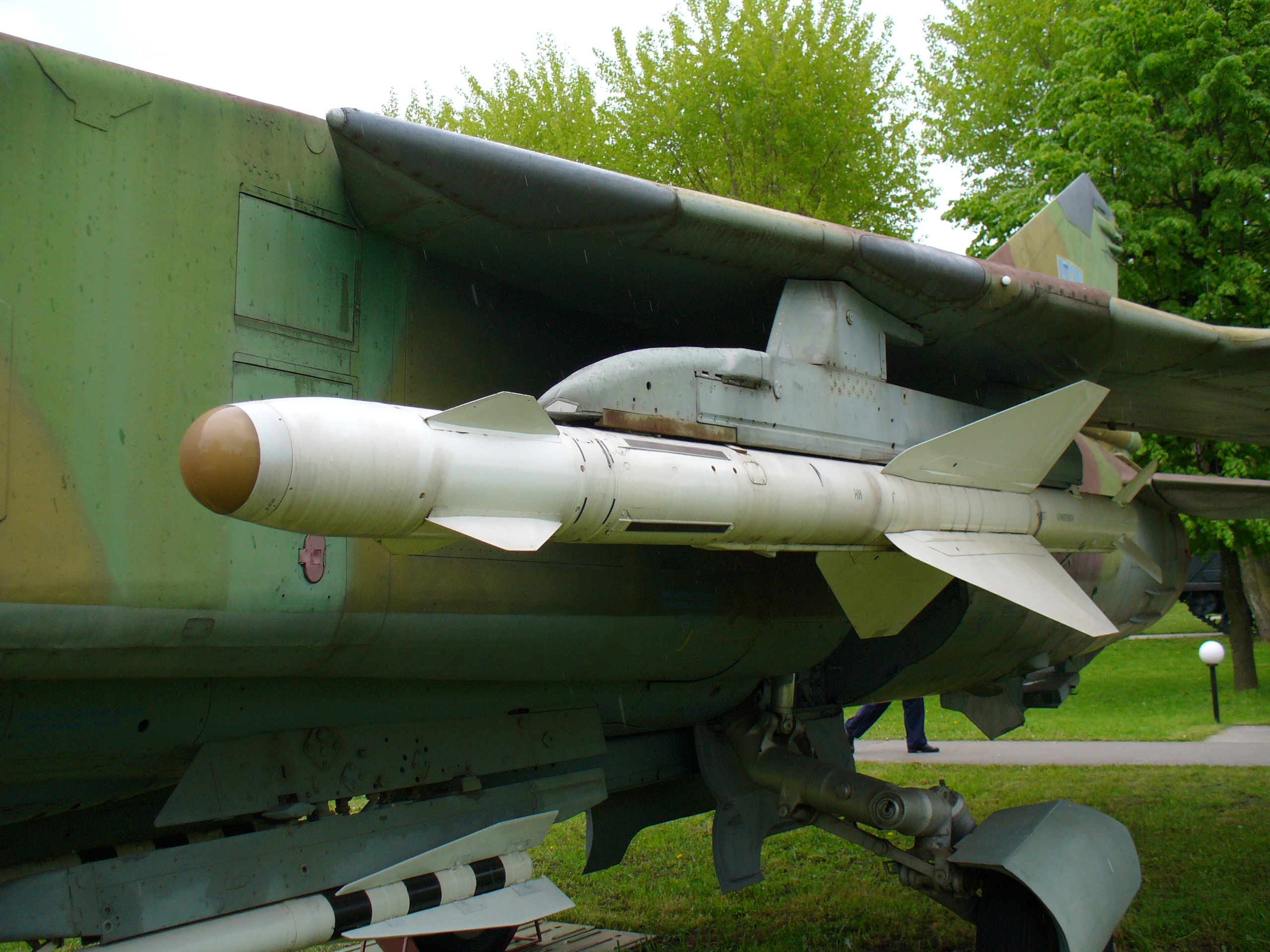
R-24T unter einer ukrainischen MiG-23MLD
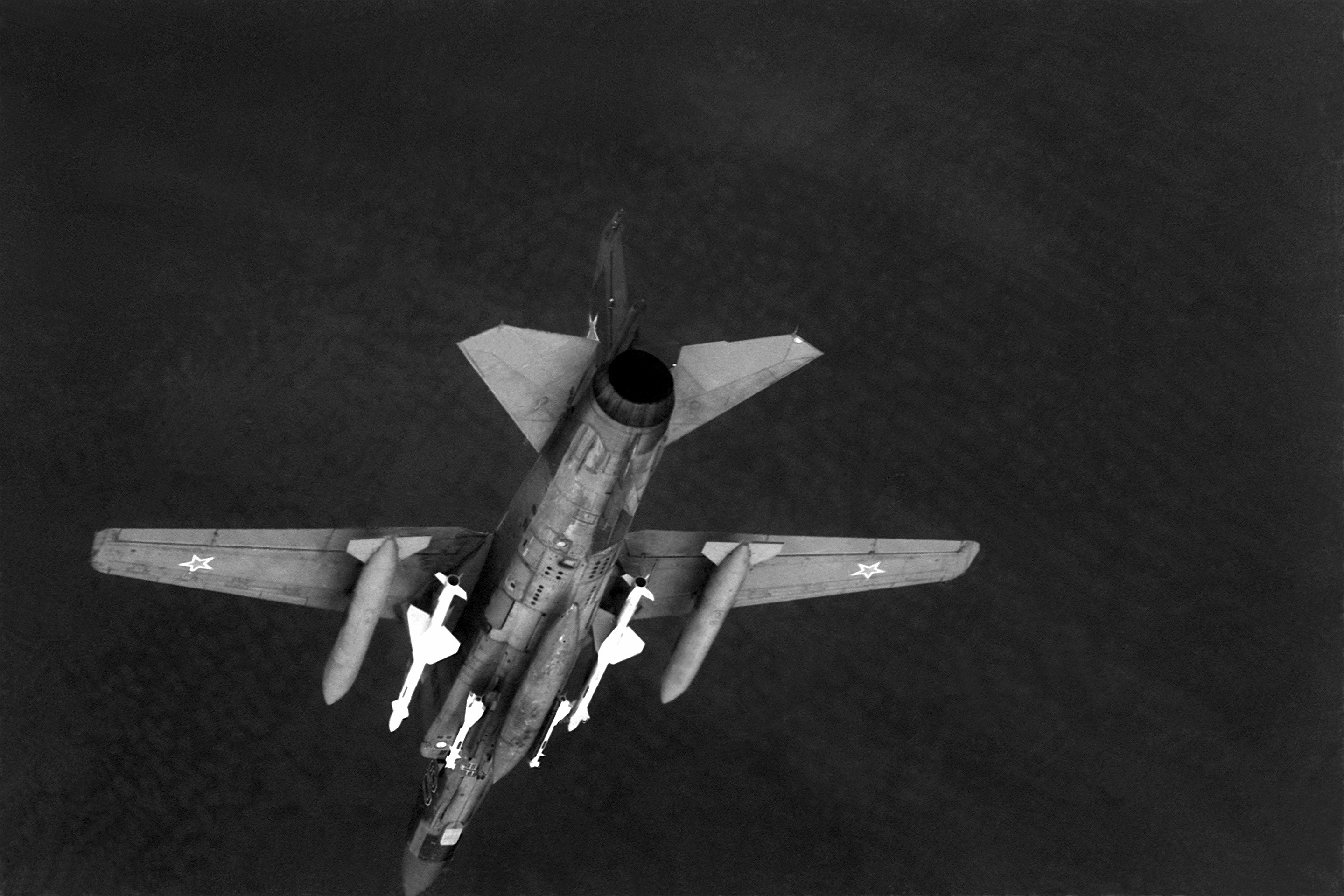
MiG-23 mit je zwei R-24R (weiß, lang) und R-60 (weiß, kurz)

## Vergleichbare Modelle
- AIM-7 Sparrow
- Wympel R-27
- Wympel R-40
- British Aerospace Skyflash